# Xemeneia de la Bòbila d'en Rigual
La Xemeneia de la Bòbila d'en Rigual és una obra de Cambrils (Baix Camp) inclosa a l'Inventari del Patrimoni Arquitectònic de Catalunya.

## Descripció
Xemeneia de bòbila, situada a una antiga zona preindustrial, coneguda com la zona de la Bòbila, a l'entrada de Cambrils pel Raval de Gràcia.
A la mateixa àrea es conserva també la xemeneia de la Bòbila del Vidiella i el Forn del Ferré.
Estructura arquitectònica de secció circular sobre podi de base rectangular, alçada amb maó vist. A la part superior te dos anells de ferro que ajuden a evitar l'obertura d'esquerdes en l'estructura.